# 里城道镇
里城道镇，是中华人民共和国河北省石家庄市无极县下辖的一个镇，原名里城道乡，2023年2月13日撤乡设镇。里城道镇的行政区划代码为：130130106。

## 行政区划
里城道镇下辖以下地区：
里城道村、里贵子村、祁村、东池阳村、周家庄村、袁流村、西东丈村、东东丈村、南东丈村、北沙村、南沙村、东大户村、西大户村、马庄村、东北牛村、赵正寺村、苏村、里尚村、小里尚村、西西后村、东西后村、北合庄村和南后村。